# Сюй Лай
Сюй Лай (спрощ.: 徐来; Вейд-Джайлз: Hsü Lai; 1909 — 4 квітня 1973) — китайська кіноакторка, світська левиця, шпигунка Другої світової війни. Відома як «еталонна красуня». Її кінокар'єра тривала лише 3 роки (1933—1935) та завершилася після самогубства Жуань Лін'юй. Її наставником став «батько попмузики» Лі Цзіньхуей, із яким вона пізніше одружилася. Під час Другої японсько-китайської війни Сюй та її другий чоловік Тан Шенмін нібито служили маріонетковому режиму в Нанкін, контрольованому Японією, але таємно працювали агентами опору Республіки Китай. Після перемоги комуністів у громадянській війні в Китаї Сюй і Тан перейшли на бік Китайської Народної Республіки, але зазнали жорстоких переслідувань під час Культурної революції (1966—1976). Померла у в'язниці від тортур.

## Ранні роки

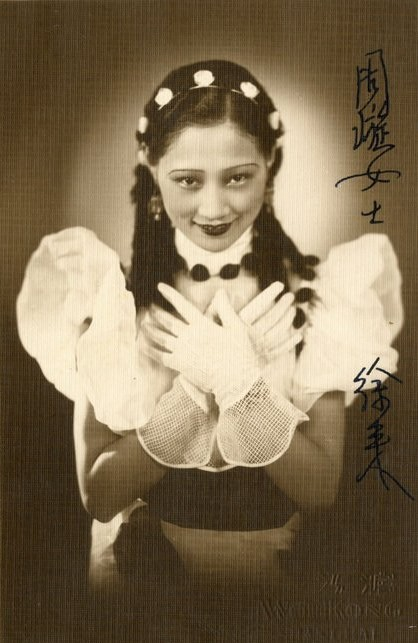
Фотографія Сюй Лай з автографом Чжоу Сюань, молодшої учасниці трупи «Bright Moon»

Народилася 1909 року в Шанхаї, у незаможній сім'ї. Справжнє ім'я — Сюй Сяомей (кит.: 徐小妹), також звали Сюй Цзефен (кит.: 徐洁凤). Бідність змусила її з 13 років працювати на британській яєчній фабриці в Чжабей. Коли достаток родини покращився, почала відвідувати школу.
Із 1927 року Сюй відвідувала Китайську академію пісні й танцю під керівництвом «батька китайської попмузики» Лі Цзіньхуея. Завершивши навчання, приєдналася до його трупи «Bright Moon». Вони гастролювали багатьма містами Китаю та Південно-Східної Азії. Сюй не мала видатного таланту до співу, проте приваблювала глядачів своєю красою та кмітливістю. 1930 року Сюй уклала шлюб із Лі, старшого за неї на 18 років. Пізніше народила дочку Сяофен.

## Кінокар'єра

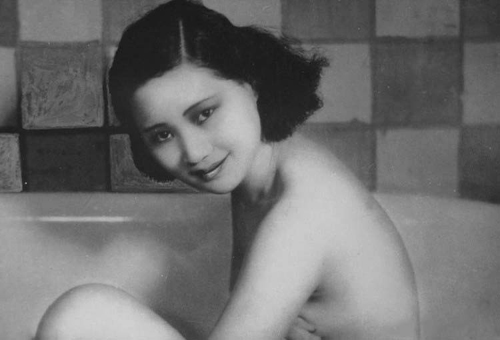
Сюй Лай у фільмі «Залишки весни» (1933), ймовірно, найперша сцена жіночої ванни в історії китайського кіно

1932 року співзасновник кінокомпанії «Mingxing» Чжоу Цзяньюнь найняв Сюй Лай на роботу в студію. Перший німий фільм 1933 року «Відлуння весни» (кит.: 残春) прославив її. У цій стрічці вона з'явилася, імовірно, у найпершій сцені жіночого купання в історії китайського кінематографу. Того ж року зіграла роль у картині «Гусяче перо на горі Тай» (кит.: 泰山鸿毛). 1934 року знімалася в головних ролях патріотичних фільмів режисера Чжена Буґао: «Історія на горі Хуа» (кит.: 华山艳史) і «На північний захід» (кит.: 到西北去).
Сюй Лай разом із Ван Женьмей і Лі Лілі, колишніми колегами з трупи «Bright Moon», стали першими зірками, які зобразили прототип яскравої, життєрадісної, сексуальної «сільської дівчини», що став одним із найпопулярніших фігур китайського кіно, а пізніше й гонконгського.
Сюй мала величезну популярність за її вроду та витонченість. Східні ЗМІ звали її «еталонною красунею». Вона навіть завоювала титул «Королева краси Далекого Сходу». Але, Асоціація китайських жінок Шанхая категорично не схвалила її «коронацію». Серед висунутих заперечень й те, що вона публічно оголилася в сцені купання у ванні.
1935 року акторка Жуань Лін'юй здійснила самогубство. Під час похоронної процесії довжиною в 4,8 км, через відчай щодо цього, покінчили зі життям ще три жінки. Подія вплинула й на кінокар'єру Сюй Лай. Того року вона зіграла останню роль у фільмі «Човнярка» (кит.: 船家女) режисера Шена Сіліна, хоча картину схвалювали кінокритики та визнали найкращою за її участі.
1935 року померла й її дочка Сяофен, що стало причиною розлучення зі Лі Цзіньхуеєм. Він болюче сприйняв це, хоч і віддав усю свою нерухомість коханій, проте, вимагав повернення коштів за її навчання.

## Шпигунство

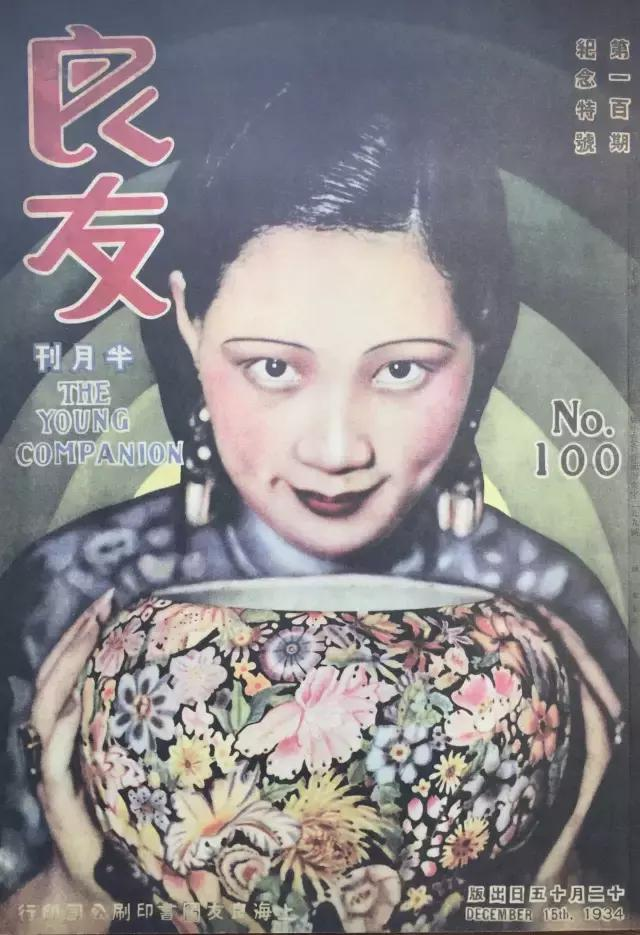
Сюй Лай на обкладинці журналу The Young Companion

1936 року Сюй Лай одружилася з Тан Шенміном (кит.: 唐生明), генерал-лейтенантом Гоміндану зі знаної хунанської родини. Він був відомим ловеласом і близьким другом Тай Лі, начальника Бюро розслідувань і статистики (кит.: 國民政府軍事委員會調查統計局) Республіки Китай. Чжан Сучжень (кит.: 张素贞), помічниця Сюй, теж була шпигункою, а пізніше стала конкубінаткою Тана. Шанхайські таблоїди часто друкували непристойні історії про їх сексуальне життя утрьох. Тан також подбав про те, щоби Сюй Лай познайомила Тай Лі з «королевою кіно» Ху Де, яка згодом стала коханкою начальника.
1937 року розпочалася Друга японсько-китайська війна. Японська імперська армія атакувала Шанхай у серпні 1937 року, а Нанкін — вже в грудні. Старший брат Тана, генерал Тан Шенчжі, був головнокомандуючим розбитої оборони Нанкіна, що перетворилося в Нанкінську різанину. Тан Шенмін був заступником командира Чанша та головним командиром Чанде в провінції Хунань.

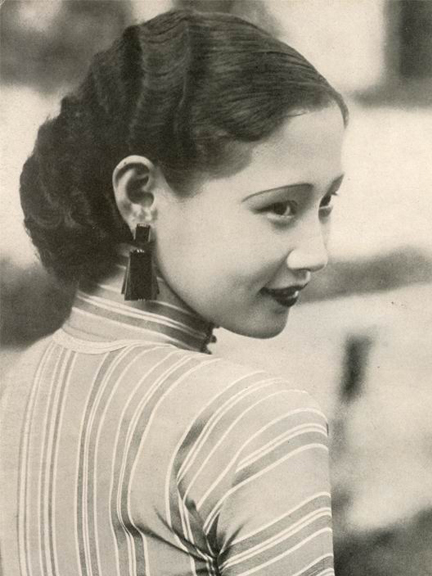
Сюй у 1940 році

1940 року Тан Шенмін здався японцям і його прийняли на службу в маріонетковий Реорганізований національний уряд Китаю (режим Ван Цзінвея), створений Японією в окупованому Нанкіні. Тана призначили командувачем громадської безпеки провінції Цзянсу. Тоді Сюй, як його світська дружина, стала близькою подругою дружин Ван Цзінвея, Чень Гунбо та Чжоу Фохая, вищих лідерів маріонеткового режиму. Китайська громада засуджувала їх як зрадників, тому Тан Шенчжі публічно відмовився від усіх стосунків зі своїм братом і невісткою.
Після капітуляції Японії в Другій світовій війні уряд Гоміньдану з'ясував, що Тана Шенміна і Сюй Лай відправив Тай Лі таємно розвідувати проти Ван Цзінвея. Подружжя особисто ризикувало, щоб отримати й передати опору розвідувальні дані про японських шпигунів і пересування військ. Зазначається, що Сюй Лай виявила японського шпигуна під час гри в маджонг із дружиною Чжоу Фохая, а в екстрених випадках особисто доставляла повідомлення китайським агентам у Шанхаї.

## Останні роки
1949 року спалахнула громадянська війна в Китаї. Коли стало зрозуміло, що комуністи Мао Цзедуна перемагають, Сюй Лай перевезла свою родину з Шанхаю до британського Гонконгу. Саме тоді Тан Шенмін поїхав до Чанші та приєднався до капітуляції губернатора Хунані Чен Цяня. Його брат Тан Шенчжі також здався. 1950 року Тан Шенмін призначили заступником командувача 21-ї групи армій Народно-визвольної армії. Він брав участь у боях проти гомінданівських військ у провінціях Гуандун і Гуансі. 1956 року його призначили радником Державної ради Китайської Народної Республіки. Сюй Лай разом із ним переїхала до Пекіна.
Під час Культурної революції 1966 року, дружина Мао Цзян Цин, другорядна шанхайська акторка 1930-х років, почала переслідувати багатьох своїх колишніх колег, що знайомі з її «буржуазним» минулим. Сюй Лай і Тан Шенміна ув'язнили за необґрунтованими кримінальними звинуваченнями 4 квітня 1973 року. Сюй померла у в'язниці після декількох років тортур у 64 роки Тан прожив до 1987 року, переживши неспокійний період..